# Kurs giełdowy
Kurs giełdowy – cena po której zawierane są transakcje giełdowe na danej sesji giełdowej papierów wartościowych, instrumentów finansowych, lub aktywów, które są notowane na tej giełdzie.
Kurs giełdowy określany jest na podstawie zleceń maklerskich przekazanych na giełdę. Kształtowanie się kursu giełdowego uzależnione jest od popytu i podaży na dany instrument lub dobro.

## Rodzaje kursu giełdowego
- kurs ciągły – określany w ciągu trwania całej sesji giełdowej na danym instrumencie. Przyjmowane na bieżąco zlecenia maklerskie, które są realizowane, mogą wpływać na wartość tego kursu,
- kurs określony – określany kilka razy w ciągu sesji giełdowej (np. dwa razy w ciągu danej sesji giełdowej o określonej godzinie).

Zlecenia maklerskie przyjmowane są przez całą sesję giełdową, jednak mogą one zostać zrealizowane dopiero w ściśle określonym momencie określania kursu giełdowego.